# Энно, Эмиль
Эми́ль Энно́ — капитан французской армии. Участник Первой мировой войны на Румынском фронте. Возглавлял французскую секретную службу на Украине. Представитель держав Согласия в Украинской Народной Республике в 1917 году, в Украинской Державе в ноябре 1918 года. Французский вице-консул в Киеве с особыми полномочиями и консул в Одессе в 1918—1919 гг. Русофил. Один из инициаторов проведения Ясского совещания. Сторонник Белого дела.

## Деятельность во время Гражданской войны в России
В. В. Шульгин на допросе в СМЕРШ показывал, что Энно был представителем французской военной разведки в штате румынского посланника в Румынии графа Сент-Элера.
Шульгин лично познакомился с Эмилем Энно в начале марта 1918 года, когда тот явился к Шульгину «в ярких выражениях» отблагодарить его от имени Франции за прощальную статью в газете «Киевлянин», в которой Шульгин заявил о своей твёрдой про-антантовской позиции — «Франция этого не забудет» — заявил тогда Энно. Он также предложил Шульгину сотрудничество с французской разведкой — регулярно сообщать обо всех происходящих на Украине политически значимых процессах и событиях. Шульгин дал своё согласие и такая передача сведений политического характера от Шульгина к Энно продолжалась вплоть до марта 1919 года, когда Энно был отозван во Францию. В свою очередь Энно извещал Шульгина о мероприятиях, которые намечала проводить Франция в отношении бывшей Российской империи и знакомил Шульгина с содержанием аналогичных докладов иных своих агентов.
Весной 1918 года Энно подготовил обширный доклад для французского посланника в Румынии о положении на Украине; последним доклад был переслан Президенту Франции Жоржу Клемансо. В докладе, в частности, рекомендовалось военное вмешательство Антанты в дела на Юге России и разрабатывались планы подобной интервенции, которая должна была бы оказать помощь местным антибольшевистским силам. Из Румынии 9 октября 1918 года Энно отправил во Францию следующую телеграмму: «По моему мнению, на Украине необходима диктатура союзников, которая имеет двойную цель: восстановить порядок и широко повлиять на административную и экономическую жизнь региона».
Находясь в России Энно близко сошёлся со своей секретаршей Галиной — Елена Марковна Погребакская —, которая была крещённой еврейкой, на которой впоследствии он женился. В. В. Шульгин так описывал Галину: «…я, хорошо знавший это дело, утверждаю, что ни одна русская не была такой русской патриоткой, как супруга Эмиля Энно. Особенно она ненавидела … украинствующих, утверждая, что они продают не только Францию, но и Россию. В темпераменте она не уступала своему будущему мужу…». Венчание состоялась в Одессе, шаферами были В. В. Шульгин и Н. А. Гришин-Алмазов. Шульгин вспоминал: «…и был ужин. Скромный. Но шампанское всё же было».
Энно принимал участие в работе Ясского совещания, будучи одним из инициаторов его проведения. Представителями держав Согласия, присутствующими на Совещании, Энно был назначен «консулом Франции на Украине и полноправным представителем держав Согласия на Юге России». По окончании работы совещания Энно направился на Украину, но прибыть в столицу — Киев — не мог — власть гетмана Скоропадского уже была свергнута Директорией. Энно прибыл в Одессу, в которой намечалась высадка десанта войск Антанты, как первого этапа разработанной Энно интервенции. Энно, всячески поддерживая дело восстановления «Единой и Неделимой России», стоял на позициях всемерной поддержки Белого дела и вообще всех тех сил, которые стремились к восстановлению России. При этом в сепаратистах национальных окраин, в частности в украинском движении (лидеров которого он называл «бандой фанатиков без всякого влияния»), он видел силы, порождённые к жизни Центральными державами специально для целей расчленения России.
Впоследствии, Франция и другие страны Антанты отмежевались от назначения Энно официальным представителем и консулом и от проводимой им политики — на заседании французского парламента в конце марта 1919 года министр иностранных дел Франции Пишон заявил, что Энно никогда не назначался консулом правительством Франции, его назначение никогда не утверждалось правительством и ему никогда не давалось никаких поручений.
Когда Энно прибыл в Одессу, городу угрожала опасность быть захваченным армией УНР, так как частей, верных гетману Скоропадскому не было во всей Украине, а формирование русских офицерских добровольческих отрядов только началось. В те дни (конец ноября — начало декабря 1918 года) в Одессу начали прибывать самые первые отряды войск Антанты, на рейд подошли несколько английских и французских военных кораблей. Энно поселился в гостинце «Лондонская» на Приморском бульваре и сразу же объявил зону порта и Приморского бульвара зоной французской оккупации. Вход в неё петлюровских войск был запрещён. Таким образом удалось защитить порт и небольшой плацдарм перед ним, с которого спустя две недели повела наступление русская офицерская дружина, полностью очистив город от петлюровцев.
Энно понимал, что иностранная интервенция должна всего лишь помочь русским национальным силам, но не могла заменить их, поэтому он осознавал важность создания русского национального правительства, хоть и местного. При его активном участии такое местное одесское правительство было создано, во главе с «одесским диктатором» А. Н. Гришиным-Алмазовым.
Однако деятельность Энно по воссозданию «Единой и Неделимой России» шла вразрез с общим курсом Антанты и в частности Франции, которые стремились воспользоваться ситуацией, сложившийся в регионе в результате крушения Российской империи, в собственных целях и не допустить восстановления мощи и величия России. Прибывшие в Одессу в январе 1919 года французские воинские начальники Анри Фрейденберг и Филипп Д’Ансельм проводили политику, прямо противоположную политике Энно. В марте 1919 года консул Энно был отозван на родину.

## В культуре
Эмиль Энно упоминается в романах Михаила Булгакова «Белая гвардия» и Елены Арсеньевой «Последнее танго в Одессе» (о Вере Холодной). Сведения об Энно содержатся в воспоминаниях В. К. Винниченко и В. В. Шульгина, а также в воспоминаниях И. Г. Эренбурга «Люди, годы, жизнь».